# 제32회 미국 감독 조합상
제32회 미국 감독 조합상은 1979년 뛰어난 활동을 보인 영화 감독을 기리기 위해 1980년 3월에 열린 시상식이다. 뉴욕, Pierre Hotel에서 개최되었다.

## 수상 및 후보

### 감독상(영화부문)
- 크레이머 대 크레이머 - 로버트 벤튼 수상

### 감독상(다큐멘터리부문)
- 알프레드 R. 켈먼 수상

### 프랑크 카프라 상
- Emmett Emerson 수상